# 일본 축구 전문학교
일본 축구 전문학교(JAPANサッカーカレッジ)는 니가타현 기타칸바라에 있는 일본 축구 축구 학교이다. 주요 축구팀은 현재 호쿠신에츠 풋볼 리그의 1부 리그에서 뛰고 있으며 과거에는 황제배에 출전 했었다.
해당 학교는 일본 전역의 많은 J리그 선수, 코치 및 기타 스태프를 배출했다.
2022시즌 현재 J리그 58명 중 54명이 JSC 출신 선수나 스태프를 한 명 이상 보유하고 있다. 이 대학은 현재 일본에서 유일한 축구 전문 학교라고 주장하고 있다.
아카데미 (또는 대학)에는 남자 축구와 여자 축구에 걸쳐 서로 다른 팀이 존재한다. 2023년 현재 JSC 소속 팀은 다음과같습다.
- 남자 팀:
  - 일본 축구 대학 FC – 호쿠신에츠 축구 리그 디비전 1(5위)
  - CUPS Seiro(축구 세이로 유망주 대학) – Hokushin'etsu Football League Division 2(6 단계)
  - 니가타 JSC – 니가타현 축구 리그 디비전 1(7부)
- 여자 팀:
  - 일본 축구 전문학교 여자부 – 호쿠신에츠 여자 축구 리그 1부 (4위)

## 선수 명단

### 역대
- 남자

```
* 
 
레오나르도 모레이라
(2005 ~ 2006, 2013)
```